# Devlet Hatun
Devlet Hatun, död 1422, var gemål till den osmanska sultanen Bayezid I (regent 1389-1403) och mor till Mehmet I (regent 1413–1421).
Hon var Bayezid I:s slavkonkubin och mycket lite är känt om hennes ursprung. Mycket lite är känt om hennes liv som gift.